# 畑町
畑町（はたまち）は、千葉県千葉市花見川区の町名。丁番を持たない単独町名である。郵便番号は262-0018。

## 地理
千葉市花見川区の地理的中央部に位置し、花見川南岸にあたる。北で長作町・天戸町、北東で犢橋町、東でさつきが丘、南東の京葉道路上で稲毛区宮野木町、同じく南東で宮野木台、南で朝日ケ丘、南西で朝日ケ丘町、西で瑞穂、北西で武石町と隣接する。

### 河川
- 花見川

### 地価
住宅地の地価は、2017年（平成29年）1月1日の公示地価によれば、畑町454番82の地点で10万9000円/m2となっている。

## 世帯数と人口
2017年（平成29年）9月30日現在の世帯数と人口は以下の通りである。
| 町丁 | 世帯数    | 人口    |
| ---- | --------- | ------- |
| 畑町 | 2,129世帯 | 4,835人 |

## 小・中学校の学区
市立小・中学校に通う場合、学区は以下の通りとなる。
| 番地 | 小学校           | 中学校             |
| ---- | ---------------- | ------------------ |
| 全域 | 千葉市立畑小学校 | 千葉市立花園中学校 |

- 学区外通学承認地域

| 番地                                                     | 小学校                     | 中学校                   |
| -------------------------------------------------------- | -------------------------- | ------------------------ |
| 538、548～552、557 576～583、585、586 588、591、596～602 | 千葉市立さつきが丘東小学校 | 千葉市立さつきが丘中学校 |
| 109、156、521                                            | 千葉市立さつきが丘西小学校 | 千葉市立さつきが丘中学校 |

## 交通

### 道路
- 京葉道路
- 千葉県道72号穴川天戸線

## 施設
- 花見川区畑コミュニティセンター
- 東京大学附属緑地植物研究所
  - 東京大学附属薬用植物園
- 千葉市立畑小学校
- 神場公園 - 敷地の一部が畑町にあたる。
- 東京電力花見川変電所
- 清涼寺
- 長林寺
- 子安神社
- 十二社神社